# Betagelse Q-Q
Betagelse Q-Q er en kortfilm fra 1984 instrueret af Irene Werner Stage efter eget manuskript.

## Handling
Filmen foregår på gulvet i et fredeligt lyst rum. De to kvinder har forelsket sig i hinanden efter at have danset en smuk dans sammen. Denne første del er MØDET. Anden del BYTTEFORHOLDET rummer en række modsætningsfyldte reaktioner: Anspændthed / lettelse, smil /alvor. Filmens tredje fase er HENGIVENHED, hvor de to under elskovsakten giver hinanden fuld opmærksomhed.